# 蕭嘉俊
蕭嘉俊（Leo Shiu）广州出生，後隨家人移民加拿大多倫多。2000年参加當地的新時代電視主辦之新秀歌唱大賽多倫多選拔賽進入決賽。之後便獲邀加入多倫多的新時代電視並成為旗下藝人。

## 簡介
2005年曾回流香港，加入無綫電視，成為無綫娛樂新聞台的粵語外景記者。
2006年他再次回歸多倫多的新時代電視，是該台節目《大城小聚》的主持人。
地產明星（http://www.superstarsrealty.com/ （页面存档备份，存于））創立者，資深地產經紀。

## 電台節目主持

### 多倫多新時代電視

#### 現主持節目
- 《大城小聚》主持人

#### 曾主持節目
- 《新秀歌唱大賽多倫多選拔賽2009》司儀（與潘宗明、倪晨曦合作）
- 《魅力凝聚新時代2008》司儀（與潘宗明合作）
- 《魅力凝聚新時代2007》司儀（與潘宗明合作）
- 《多倫多華裔小姐競選2007》司儀（與林嘉華合作）
- 《新秀歌唱大賽多倫多選拔賽2003》司儀
- 《熒幕八爪娛》主持人（2001年－2004年、2006年－2007年）
- 《輕鬆國語一分鐘》主持人
- 《本草心身樂》主持人

### 加拿大中文電台AM1430

#### 曾主持節目
- 多倫多《陽光世代選舉2009》司儀（與王倩合作）
- 多倫多《陽光世代選舉2008》司儀（與倪晨曦合作）

## 曾服務傳媒機構

### 香港無綫電視
- 無綫娛樂新聞台的粵語外景記者（2005年）

## 外部連結
- 多倫多新時代電視主持人-蕭嘉俊